# Stearil alkohol
Stearil alkohol (oktadecil alkohol ili 1-oktadekanol) je supstanca koja se može pripremiti iz stearinske kiseline procesom katalitičke hidrogenacije.
On je masni alkohol. Javlja se u obliku belih granula ili ljuski koje su nerastvorne u vodi, sa tačkom topljenja od 60 ° i tačkom ključanja od 210 ° (na 15 mmHg ili 2.0 kPa}).
On ima širok opseg upotrebe kao sastojak lubrikanata, smola, perfema i u kozmetici. On se koristi kao omekšivač, emulgator, i zgušnjivač u mastima raznih vrsta, i široko se koristi kao premaz kose u šamponima i balzamima za kosu. Stearil alkohol se čak koristi kao tečni solarni pokrivač u bazenima jer formira molekulski slog na površini vode čime se usporava isparavanje.

## Spoljašnje veze
- Internacionalni program o hemijskoj bezbednosti